# 1777 au théâtre
| Années du théâtre : 1774 - 1775 - 1776 - 1777 - 1778 - 1779 - 1780    |
| Décennies du théâtre : 1740 - 1750 - 1760 - 1770 - 1780 - 1790 - 1800 |

## Événements
- 3 juillet : fondation à l'initiative de Beaumarchais de la Société des auteurs et compositeurs dramatiques (SACD) à Paris.
- 18 novembre : inauguration à Versailles, en présence de Louis XVI et de Marie-Antoinette du théâtre dit « de la rue des Réservoirs » et bientôt rebaptisé théâtre Montansier (auj. Théâtre des variétés), construit sous l’impulsion de l'actrice Marguerite Brunet, dite Mademoiselle Montansier.
- Disparition dans un incendie à Paris de la Foire annuelle Saint-Ovide, avec ses spectacles.

## Pièces de théâtre publiées
- A filozófus (Le Philosophe), comédie du Hongrois György Bessenyei.

## Pièces de théâtre représentées
- 18 février : après son échec vingt ans plus tôt en 1757, Francesco Bigottini débute à nouveau au Théâtre-Italien de Paris dans le rôle d'Arlequin et dans une pièce de sa composition Arlequin esprit follet.
- 1er avril : première de Sturm und Drang, pièce en 5 actes de Friedrich Maximilian Klinger au théâtre de Leipzig ; la pièce est interprétée par la troupe d’Abel Seyler.
- 8 mai : première de L'École de la médisance (The School for Scandal), de Sheridan au Théâtre de Drury Lane (Londres), avec Frances Abington.

## Naissances
- 22 janvier : Auguste Duport, auteur dramatique français, mort le 5 septembre 1843.
- 1er avril : Théodore Leclercq, dramaturge français, mort le 15 février 1851.
- 27 août : Jean-Baptiste Augustin Hapdé, auteur dramatique français, mort le 1er juin 1839.
- 18 octobre : Heinrich von Kleist, écrivain, dramaturge et essayiste allemand, mort le 21 novembre 1811.

## Décès
- 3 février : Hugh Kelly, poète et dramaturge irlandais, né en 1739.
- 6 juin : Louise Dulondel, actrice française, membre de la Troupe Dulondel active en Suède, née le 23 avril 1740.
- 16 juin : Jean-Baptiste Gresset, auteur dramatique français, né le 29 août 1709.
- 26 juin : Claude Parfaict, historien du théâtre français, mort en 1705.
- 1er octobre : Alexandre Soumarokov, dramaturge russe, né le 14 novembre 1717.
- 8 novembre : Alexandre-Guillaume de Moissy, écrivain et auteur dramatique français, né en 1712.